# Тхару (мова)
Тхару — індоіранська мова народу тхару, поширена в Північно-центральній Індії і на західі Непалу. Носії мови складають офіційно визнану національність Непалу та ентічну меншину (адівасі) в Індії, загалом зберігають традиційний уклад життя.  